# Coelostomidiidae
Famille
Coelostomidiidae est une famille de cochenilles de l'ordre des Hémiptères. 

## Description
Les cochenilles sont de forme ovale. Les femelles adultes sont généralement de couleur vive, rouges ou orange. Les pattes peuvent être entièrement développées ou réduites. Ils ont sept paires de spiracles abdominaux (moins souvent six). Quatre stades larvaires chez les femelles et cinq chez les mâles. Les antennes des Coelostomidia femelles sont constituées de onze segments, tandis que celles des Ultracoelostoma en comportent cinq à sept. Ils se nourrissent de la sève des arbres et arbustes.

## Liste des genres
- Coelostomidia Cockerell 1900
- Crambostoma Gavrilov-Zimin 2018
- Eremostoma Gavrilov-Zimin 2018
- Ultracoelostoma Cockerell 1902
- † Cancerococcus Koteja, 1988

## Répartition
Australie, Nouvelle-Zélande, Mexique, Amérique centrale et Amérique du Sud.